# Schwedt-sur-Oder
Schwedt-sur-Oder (Schwedt/Oder en allemand) est une ville de la région de l'arrondissement d'Uckermark, au nord-est du land Brandebourg. Sa superficie est de 200 km2, ce qui en fait l'une des villes les plus étendues d'Allemagne.

## Géographie

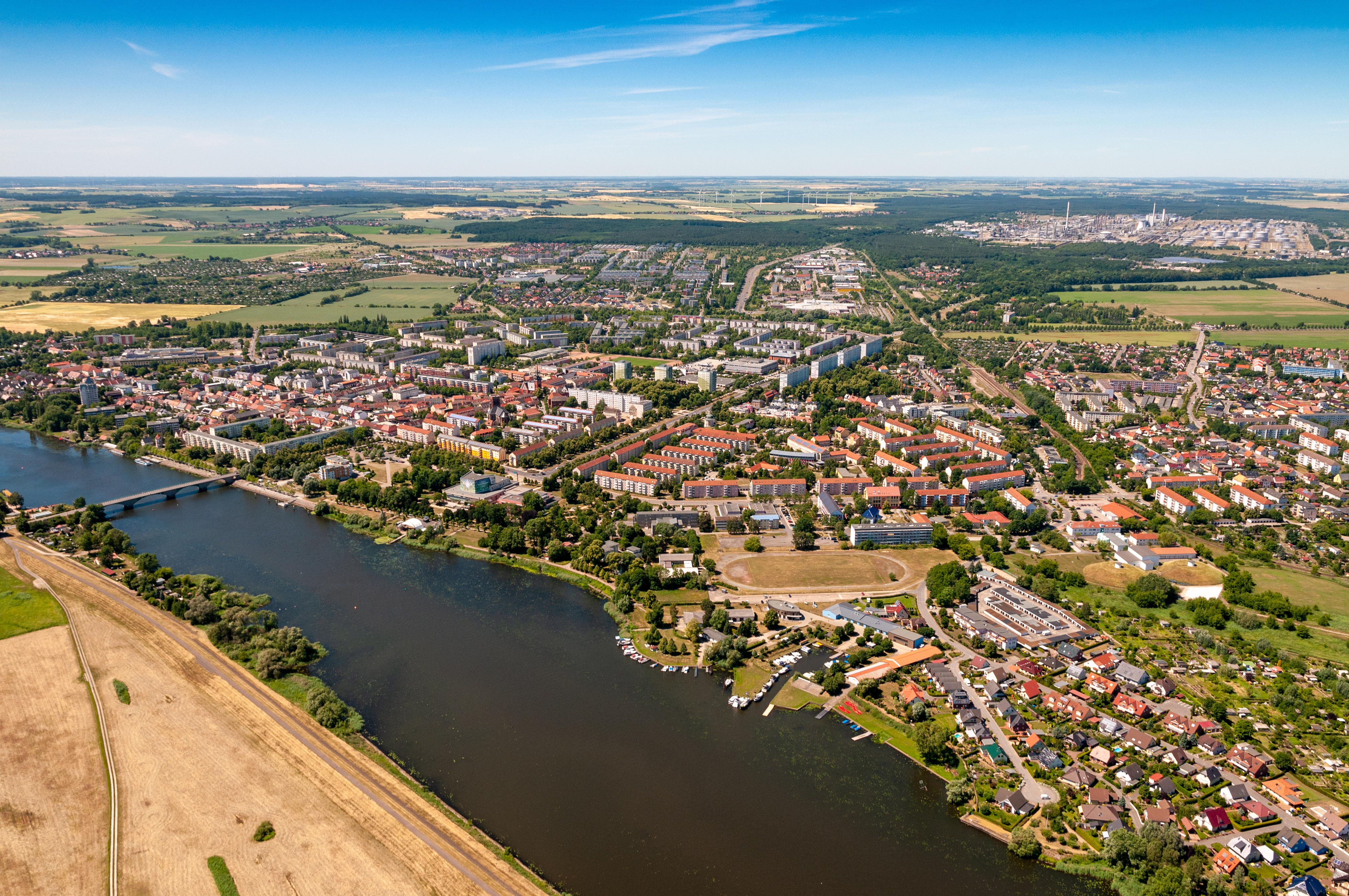
Vue aérienne.

La ville est située dans l'est de la région historique d'Uckermark, sur la rive gauche du fleuve Oder et au bord du parc national de la vallée de la Basse-Oder. Elle est frontalière avec la Pologne et proche de la grande ville polonaise de Szczecin.
La cité fut construite sur un sandur, terme en géologie désignant une plaine de piémont formée par les alluvions glaciaires charriées et déposées par les eaux de fonte de glaciers.

## Commune
Bourgs
| - Am Waldrand - Kastanienallee - Neue Zeit | - Talsand - Zentrum |

Villages
(Avec l'année de l'adhésion au district)
| - Blumenhagen (1993) - Criewen avec Vorwerk (2001) - Gatow (1993) - Heinersdorf (1974) - Hohenfelde avec Teerofenbrücke (2003) | - Kummerow (1998) - Kunow avec Niederfelde et Vogelsangsruh (1993) - Stendell avec Herrenhof (2003) - Vierraden (2003) - Zützen (2001) |

## Histoire
| Appartenances historiques Marche de Brandebourg 1265-1806 Royaume de Prusse (Province de Brandebourg) 1806–1918 République de Weimar 1918–1933 Reich allemand 1933–1945 Allemagne occupée 1945–1949 République démocratique allemande 1949–1990 Allemagne 1990–présent |

Le lieu dans la marche de Brandebourg fut mentionné la première fois le 23 août 1265 ; en 1354, le margrave Louis VI le Romain le céda aux ducs de Poméranie. Le seigneurie de Schwedt est à nouveau acquise par les margraves de Brandebourg en 1481.

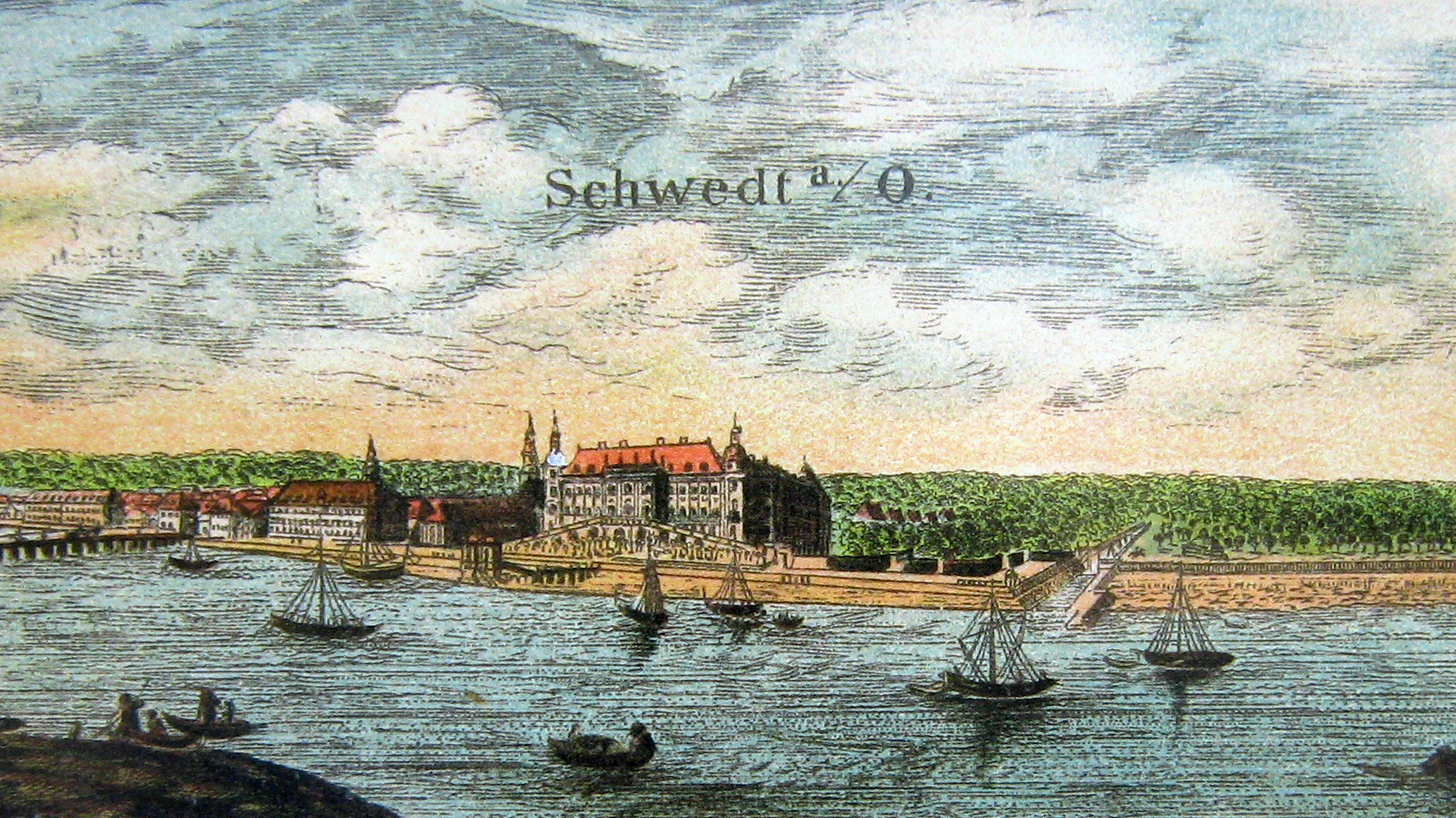
Le château de Schwedt (v. 1669).

Devastée pendant la guerre de Trente Ans, notamment par les troupes suédoises de Johan Banér en 1637, la ville fut déposée en nantissement jusqu'à l'acquisition par l'électrice Sophie-Dorothée, la deuxième épouse du « Grand Électeur » Frédéric-Guillaume Ier de Brandebourg en 1670. Elle fit reconstruire l'ancien château de Schwedt en style Baroque et a également établi des immigrants huguenots qui y élevaient la culture du tabac.
À partir de 1689 jusqu'en 1788, le château fut la résidence des margraves de Brandebourg-Schwedt, une branche cadette de la maison de Hohenzollern. Pendant la grande guerre du Nord, le 6 octobre 1713, le roi Frédéric-Guillaume Ier de Prusse y amena la paix avec le général russe Alexandre Danilovitch Menchikov. L'impériatrice Catherine II de Russie a séjourné au château en 1744. Sous le règne du dernier margrave Henri-Frédéric de Brandebourg-Schwedt, la ville connut une floraison d'un développement culturel remarquable.
Après la Seconde Guerre mondiale, la ville de Schwedt, située dans l'Allemagne de l'Est (RDA) devient l'extrémité occidentale de l'oléoduc Droujba mis en service en 1963. Une grande raffinerie avait été inaugurée déjà en 1960.

## Démographie
- Développement de la population dans les limites actuelles. -- Ligne bleue : Population ; Ligne pointillée : Comparaison avec le développement de Brandebourg -- Fond gris : Période du régime nazi ; Fond rouge : Période du régime communiste.
- Évolution récente (ligne bleue) et prévisions sur l'effectif de résidents.

| Année | Population |
| ----- | ---------- |
| 1875  | 15 127     |
| 1890  | 14 709     |
| 1910  | 14 125     |
| 1925  | 13 640     |
| 1933  | 13 683     |
| 1939  | 13 512     |
| 1946  | 11 332     |
| 1950  | 12 418     |
| 1964  | 23 441     |
| 1971  | 38 211     |

| Année | Population |
| ----- | ---------- |
| 1981  | 54 933     |
| 1985  | 54 142     |
| 1989  | 55 082     |
| 1990  | 53 628     |
| 1991  | 51 923     |
| 1992  | 52 188     |
| 1993  | 51 606     |
| 1994  | 50 684     |
| 1995  | 49 371     |
| 1996  | 48 138     |

| Année | Population |
| ----- | ---------- |
| 1997  | 46 723     |
| 1998  | 45 117     |
| 1999  | 43 707     |
| 2000  | 42 261     |
| 2001  | 40 685     |
| 2002  | 39 381     |
| 2003  | 38 691     |
| 2004  | 37 940     |
| 2005  | 37 259     |
| 2006  | 36 677     |

| Année | Population |
| ----- | ---------- |
| 2007  | 35 881     |
| 2008  | 35 162     |
| 2009  | 34 586     |
| 2010  | 34 035     |
| 2011  | 31 515     |
| 2012  | 31 042     |
| 2013  | 30 539     |
| 2014  | 30 273     |
| 2015  | 30 262     |
| 2016  | 30 182     |

| Année | Population |
| ----- | ---------- |
| 2017  | 30 075     |
| 2018  | 29 920     |
| 2019  | 29 680     |
| 2020  | 29 433     |

Les sources de données se trouvent en détail dans les Wikimedia Commons.

## Monuments

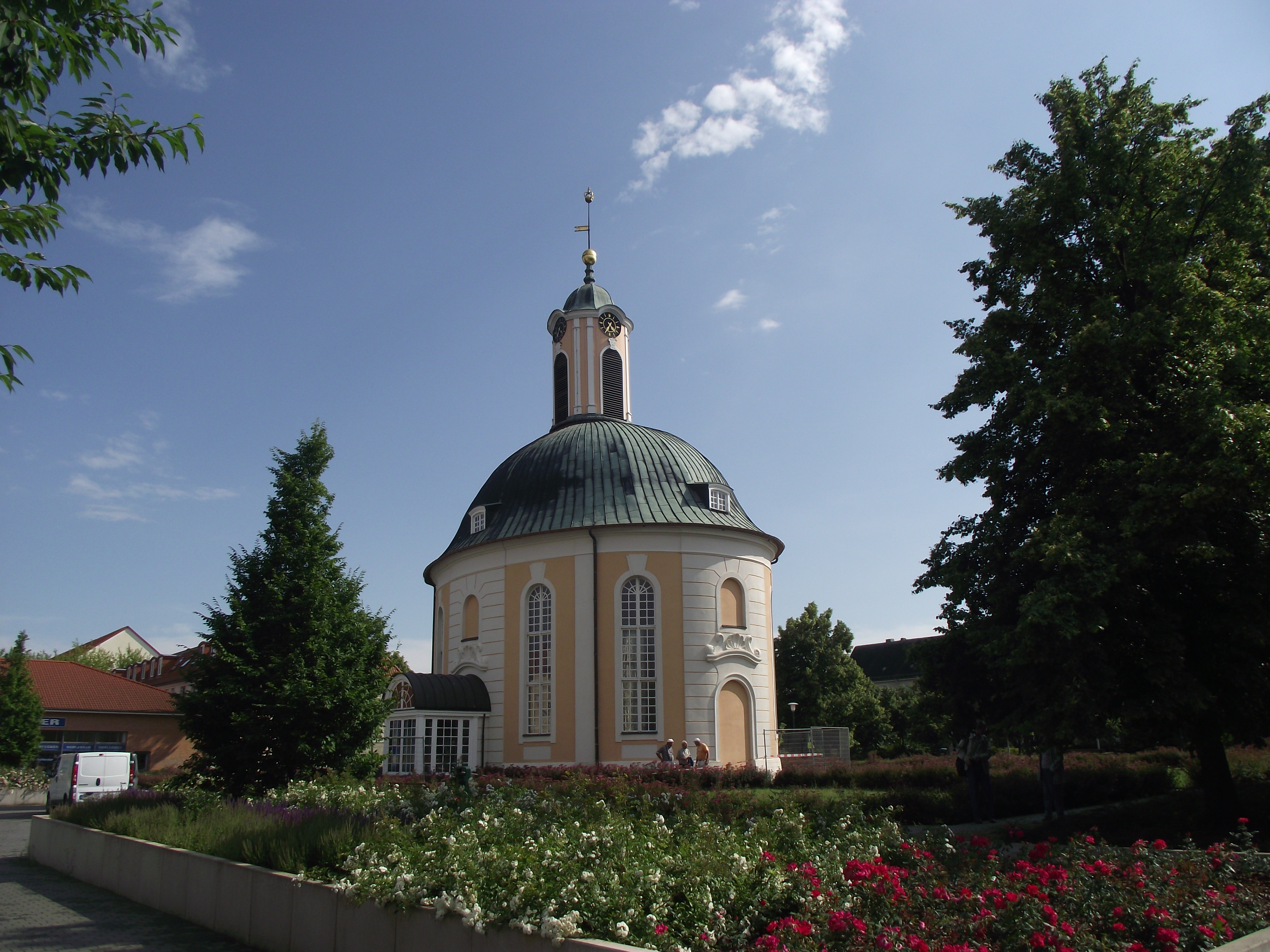
L'ancienne église française (Berlischky-Pavillon).

- Ancien pavillon de chasse Jagdschloss Monplaisir
- Berlischky-Pavillon
- Ancien mur (Stadtmauer)
- Bain juif et cimetière
- Grange de tabac à Vierraden
- Château d'eau
- Église de la Croix de Vierraden
- Église catholique Notre-Dame de l'Assomption (1895-1898)